# Destinazione spazio
Destinazione spazio (1989 Annual World's Best SF) è un'antologia di racconti fantascientifici curata da Donald A. Wollheim nel 1989.
L'antologia esce in Italia il 16 dicembre 1990 nella collana Urania n. 1142. È uno dei pochi Urania stampati con la copertina grigia, e in più reca la scritta "Speciale" in altro a destra.

## Racconti
- Il flagello dell'altruismo (The Giving Plague, 1988), di David Brin
traduzione di Paola Tomaselli
- Un regalo di compleanno (Peaches for Mad Molly, 1989), di Steven Gould
traduzione di Paola Tomaselli
- Sciamano (Shaman, 1988), di John Shirley
traduzione di Maurizio Ferrara
- Il gattino di Schrödinger (Schrödinger's Kitten, 1988), di George Alec Effinger
traduzione di Nicoletta Vallorani
- Mosche (The Flies of Memory, 1988), di Ian Watson
traduzione di Giuseppe Botturi
- A fior di pelle (Skin Deep, 1978), di Kristine Katherine Rusch
traduzione di Nicoletta Vallorani
- La Madonna della Macchina (A Madonna of the Machine, 1988), di Tanith Lee
traduzione di Nicoletta Vallorani
- Aspettando gli Olimpici (Waiting for the Olympians, 1988), di Frederik Pohl
traduzione di Carla Meazza
- Nient'altro che un segugio (Ain't Nothing' But a Hound Dog, 1988), di B.W. Clough
traduzione di Stefano Di Marino
- Alla deriva tra i fantasmi (Adrift Among the Ghosts, 1988), di Jack L. Chalker
traduzione di Carla Meazza
- Increspature nel Mare di Dirac (Riple in the Dirac Sea, 1988), di Geoffrey A. Landis
traduzione di Carla Meazza